# Idolize Yourself: The Very Best of Billy Idol
The Very Best of Billy Idol: Idolize Yourself è una raccolta del cantante britannico Billy Idol pubblicata nel 2008 dalla Capitol Records.

## Descrizione
Il disco contiene 16 brani celebri della carriera di Idol, e due nuove tracce, John Wayne e New Future Weapon, composte per l'occasione.

## Tracce
1. Dancing with Myself (con i Generation X) (Billy Idol, Tony James) - 4:53
2. Hot in the City (Idol) - 3:35
3. White Wedding (Idol) - 4:15
4. Rebel Yell (Idol, Steve Stevens) - 4:49
5. Eyes Without a Face (Idol, Stevens) - 5:00
6. Flesh for Fantasy (Idol, Stevens) - 4:40
7. Catch My Fall (Idol) - 3:44
8. To Be a Lover (William Bell, Booker T. Jones) - 3:53
9. Don't Need a Gun (Idol) - 5:27
10. Sweet Sixteen (Idol) - 4:16
11. Mony Mony (Tommy James, Bo Gentry, Richie Cordell, Bobby Bloom) - 5:02
12. Cradle of Love (Idol, David Werner) - 4:39
13. L.A. Woman (Jim Morrison, Robby Krieger, Ray Manzarek, John Densmore) - 4:06
14. Shock to the System (Idol, Mark Younger-Smith) - 3:39
15. Speed (Idol, Stevens) - 4:17
16. World Comin' Down (Idol, Brian Tichy) - 3:36
17. John Wayne (Idol, Tichy, Derek Sherinian) - 4:17
18. New Future Weapon (Idol, Tichy) - 3:56

## Crediti
- Produzione Keith Forsey eccetto:
- Shock To The System (Robin Hancock)
- Speed (Ralph Sall, Billy Idol & Steve Stevens)
- John Wayne e New Future Weapon (Josh Abraham)